# Лошарик (мультфільм)
«Лошарик» — радянський ляльковий мультфільм, створений у 1971 році режисером Іваном Уфімцевим. Головного персонажа в мультфільмі озвучила актриса Рина Зелена.

## Сюжет
Мультфільм розповідає про маленького коника з жонглерських кульок на ім'я Лошарик, який вмів дуже добре виступати в цирку. Його створив жонглер, що мріяв стати дресирувальником. Однак циркові колеги Лошарика, Лев і Тигр, постійно над ним насміхалися і заявляли, що він — несправжній звір, через що відмовилися з ним виступати. Жонглер дуже страждав через те, що Лошарика не люблять звірі, і змушений був попрощатися з ним. Після цього засмучений Лошарик дарує всім кульки, з яких він був складений, і зникає.
Через деякий час, під час вистави з хижаками, юні глядачі стали обурюватися відсутністю Лошарика і зажадали повернути на арену улюбленого артиста. Дресирувальнику (колишньому жонглеру) принесли кульки, і він, підкидаючи їх, знову склав Лошарика. Глядачі були у захваті, а Лошарик пробачив жонглера.

## Творці
- Автор сценарію — Геннадій Циферов
- Режисер — Іван Уфімцев
- Художник-постановник — Тамара Полетика
- Оператор — Володимир Сидоров
- Композитор — Віктор Купревич
- Звукооператор — Борис Фільчиков
- Художник-мультиплікатор — Юрій Норштейн
- Ляльки та декорації виконали: А. Барт, Павло Гусєв, Світлана Знаменська, Ліліанна Лютинська, Віктор Гришин під керівництвом Р. Гурова
- Директор картини — Натан Бітман